# Morinda philippinensis
Morinda philippinensis är en måreväxtart som beskrevs av Adolph Daniel Edward Elmer. Morinda philippinensis ingår i släktet Morinda och familjen måreväxter. Inga underarter finns listade i Catalogue of Life.